# Patrick Schnicke
Patrick Schnicke (* 1978 in Bonn) ist ein deutscher Schauspieler.

## Leben
Schnicke begann als Statist am Schauspiel Bonn und spielte in der Kölner freien Theaterszene. 2001 war er für den Kölner Theaterpreis Puck nominiert. Das Schauspielstudium absolvierte er an der Hochschule für Musik und Theater Rostock (2001–2005), spielte parallel am Staatstheater Schwerin und am Volkstheater Rostock. Mehrfach gastierte er in der Rolle des Roman aus den Comedian Harmonists (u. a. am Grillo-Theater des Schauspiels Essen, an den Wuppertaler Bühnen und am Theater der Altmark). Nach dem Erstengagement am Theater der Altmark in Stendal (2005–2008) spielte er an den Wuppertaler Bühnen (2008–2009), danach am Landestheater Tübingen (2009–2018).
2018 wechselte er zum Start der Intendanz von Christian Holtzhauer als festes Ensemblemitglied ans Nationaltheater Mannheim. Hier war er bislang als Burleigh in Claudia Bauers Maria-Stuart-Inszenierung zur Eröffnung der Internationalen Schillertage 2019, als Truffaldino in Diener zweier Herren von Carlo Goldoni oder im Schauspielersolo Steilwand von Simon Stephens zu sehen.
Mit Wounds are forever – Selbstportrait als Nationaldichterin von Sivan Ben Yishai in der Regie von Marie Bues gastierte er bei den Mülheimer Theatertagen und den Autorinnentheatertagen am Deutschen Theater Berlin. Im Juli 2021 feierte seine Regiearbeit von Marlen Haushofers Roman Die Wand im Nationaltheater Mannheim Premiere. Regelmäßige Theaterarbeiten standen unter der Regie von Claudia Bauer, Johanna Wehner, Christian Weise, Gernot Grünewald, Jakob Weiss, Maria Viktoria Linke und Alexander Marusch. Schnicke ist neben seiner Arbeit am Theater auch als Sprecher u. a. für arte und WDR tätig.
An der Hochschule für Musik und Darstellende Kunst Stuttgart unterrichtet er seit 2014 als Lehrbeauftragter für Rolle und Szene. Er ist Mentor des Schauspielstudios. Patrick Schnicke lebt in Mannheim.

## Filmografie (Auswahl)
- 2008: Das Traumpaar / R: Ulrich König
- 2004: When the day is done (Kurzfilm) / R: Marc Auerbach
- 2003: Romanze (Kurzfilm) / R: Kai Meyer
- 2002: Filmkurs / R: Karl Heinz Lotz

## Theater (Auswahl)
- 2022: NT Mannheim /  Truffaldino in Diener zweier Herren / R: HfS Ultras
- 2022: NT Mannheim / 2027 – Die Zeit die bleibt  / R: Gernot Grünewald
- 2021: NT Mannheim / Herkunft  / R: Johanna Wehner
- 2020: NT Mannheim / wounds are forever – Selbstportrait als Nationaldichterin / R: Marie Bues
- 2019: NT Mannheim / Dorn in Die Möwe  / R: Christian Weise
- 2019: NT Mannheim / Burleigh in Maria Stuart  / R: Claudia Bauer
- 2017: LTT  / Szenen einer Ehe  / R: Christoph Roos  /  Tübinger Inszenierung des Jahres[9]
- 2013: LTT / Iwan in Elizaveta Bam[10]                  / R: Christian Weise
- 2012: LTT / Die Agonie & Ekstase des Steve Jobs    / Schauspielersolo (eingeladen Kaltstart-Festival Hamburg 2013)
- 2011: LTT / Mervyn in Eine Enthandung in Spokane  / R: Peter Wallgram (eingeladen Kaltstart-Festival 2012)
- 2009: LTT / Puck in Sommernachtstraum / R: Simone Sterr
- 2009: Wuppertaler Bühnen / Roman in Comedian Harmonists          / R: Olaf Strieb
- 2008: Theater der Altmark / Jack Brown in Dreigroschenoper       / R: Markus Dietze
- 2007: Theater der Altmark / Hamlet in Hamlet                     / R: Ulf Goerke
- 2006: Theater der Altmark / Flasche leer (Monologstück)[11]  / R: Martin Kreidt
- 2002: Volkstheater Rostock / Hänschen Rilow in Frühlings Erwachen  / R: Mario Holetzeck
- 2001: Schauspiel Bonn / Balthasar in Romeo und Julia  / R: András Fricsay
- 2000: Schauspiel Bonn / Jeff Koons                        / R: Valentin Jeker

## Auszeichnungen
- 2016: Günther-Rühle-Preis der Deutschen Akademie der Darstellenden Künste für das Ensemble von „Palmer – Zur Liebe verdammt fürs Schwabenland“[12]